# غرفة البرج (لوحة)
غرفة البرج أو غرفة الألواح الخشبية (بالإيطالية: Sala delle Asse)، هو موقع لطلاء الجدران والسقف في درجات حرارة على الجص، من النباتات المزينة «المتشابكة مع الفواكه وأحادي اللون من الجذور والصخور»، من قبل ليوناردو دافنشي، التي يرجع تاريخها إلى حوالي 1498 وتقع في كاستيلو سفورزيسكو في ميلانو.

## المقدمة والتاريخ

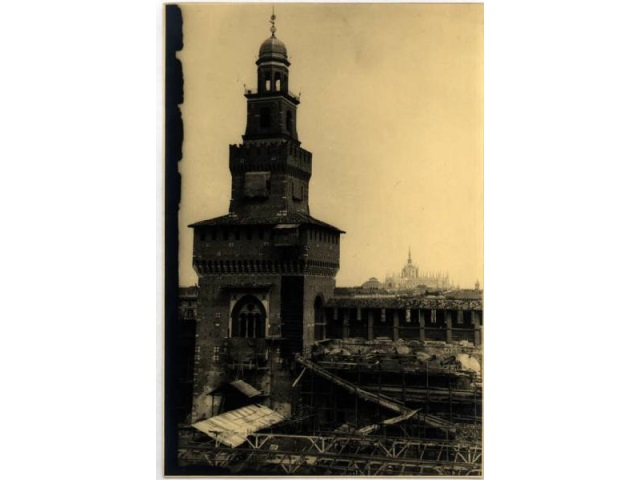
قلعة سفورزا في عام 1902 أثناء عملية ترميم

في ميلانو، داخل قلعة سفورزا،  هناك إرث مهم من تأليف ليوناردو دافنشي: «لوحة غرفة البرج»، وهي غرفة ذات جدران مطلية بـ «trompe l'oeil» رائعة، تصور جذوع وأوراق وفواكه وعقدة، كما لو كانت في الهواء الطلق وليس داخل القلعة.

### أنشطة

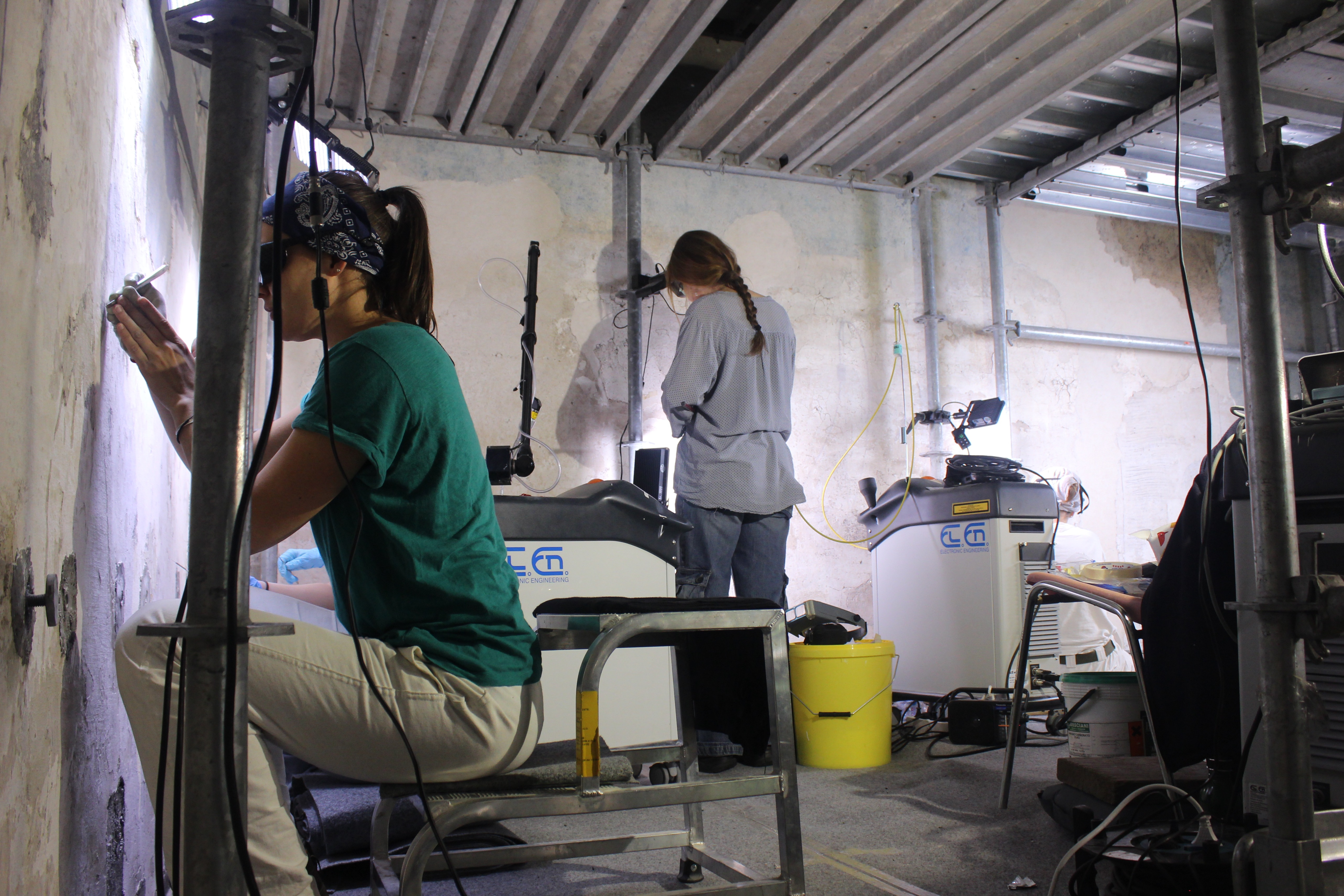
الفنيين في العمل باستخدام تقنيات تجريف الليزر في غرفة البرج

تم تنفيذ العديد من الأنشطة منذ عام 2012

## روابط خارجية
- الموقع الرسمي حول استعادة سالا ديلي آسي نسخة محفوظة 6 نوفمبر 2022 على موقع واي باك مشين.